# Tony Walton
Anthony „Tony“ John Walton (* 24. Oktober 1934 in Walton-on-Thames, Surrey, England; † 2. März 2022 in New York City, New York, Vereinigte Staaten) war ein britischer Artdirector, Kostüm- und Szenenbildner, der sowohl den Oscar für das beste Szenenbild und einen Emmy als auch dreimal den Tony Award gewann.

## Leben

### Privatleben
Walton kam als Sohn des orthopädischen Chirurgen Lancelot Walton und dessen Frau Hilda (geborene Drew) im südenglischen Walton-on-Thames zur Welt. Von 1959 bis zur Scheidung 1967 war er mit der Schauspielerin Julie Andrews verheiratet. Aus dieser Ehe ging die 1962 geborene Schauspielerin und Schriftstellerin Emma Walton hervor. Er starb am 2. März 2022 in seinem Zuhause im New Yorker Stadtteil Manhattan im Alter von 87 Jahren an den Folgen eines Schlaganfalls.

### Filmkarriere und Oscar-Gewinner
Seine erste Nominierung für den Oscar erhielt er 1965 für das Kostümdesign in dem Farbfilm Mary Poppins (1964) von Robert Stevenson mit seiner Ehefrau Julie Andrews, Dick Van Dyke und David Tomlinson in den Hauptrollen. Eine weitere Oscarnominierung für das beste Kostümdesign bekam er bei der Oscarverleihung 1975 für Mord im Orient-Expreß (1974) von Sidney Lumet mit Albert Finney, Lauren Bacall und Martin Balsam. Darüber hinaus erhielt er 1975 für diesen Film auch Nominierungen für den British Academy Film Award (BAFTA Film Award) für die beste Artdirection sowie die besten Kostüme.
Bei der Oscarverleihung 1979 erhielt er für den Film The Wiz – Das zauberhafte Land (1978) von Sidney Lumet mit Diana Ross, Michael Jackson und Nipsey Russell gleich zwei Nominierungen: Zum einen mit Philip Rosenberg, Edward Stewart und Robert Drumheller für das Szenenbild, zum anderen für das beste Kostümdesign. Für diesen Film war er darüber hinaus 1979 für den Saturn Award für die besten Kostüme nominiert.
1980 gewann er mit Rosenberg, Stewart und Gary J. Brink den Oscar für das beste Szenenbild in Hinter dem Rampenlicht (1979) von Bob Fosse mit Roy Scheider, Jessica Lange und Leland Palmer.
Gemeinsam mit John Kasarda und Robert J. Franco gewann Walton 1986 einen Emmy für herausragende Artdirection in dem von der CBS produzierten Fernsehfilm Tod eines Handlungsreisenden (1985) von Volker Schlöndorff nach dem gleichnamigen Drama von Arthur Miller mit Dustin Hoffman, Kate Reid und John Malkovich in den Hauptrollen.

### Theaterkarriere und Tony-Award-Gewinner
Neben seiner Laufbahn beim Film war Walton auch ein anerkannter Kostüm- und Szenenbildnern beim Theater und wurde 1967 erstmals für den Tony Award für das beste Kostümdesign in The Apple Tree nominiert. 1973 gewann er erstmals den Tony Award für das beste Szenenbild in Pippin. Weitere Nominierungen für den Tony Award folgen 1976 für das Szenenbild in Chicago, 1980 in A Day in Hollywood/A Night in the Ukraine sowie 1984 in The Real Thing.
1986 gewann er den Tony Award für The House of Blue Leaves, ehe er anschließend 1987 für das Szenenbild in The Front Page, 1988 für die Kostüme in Anything Goes sowie für die Szenenbilder 1989 in der Komödie Lend Me a Tenor, 1990 in dem Musical Grand Hotel sowie 1991 in The Will Rogers Follies für den Tony Award nominiert wurde.
Seinen dritten und letzten Tony Award gewann er 1992 für das Szenenbild in Guys and Dolls. Danach wurde er für die Szenenbilder 1994 in She Loves Me, 1997 in Steel Pier sowie zuletzt 2000 in Onkel Wanja nominiert.

## Filmografie (Auswahl)
- 1964: Mary Poppins
- 1966: Fahrenheit 451
- 1974: Mord im Orient-Expreß
- 1977: Equus – Blinde Pferde
- 1978: The Wiz – Das zauberhafte Land
- 1979: Hinter dem Rampenlicht
- 1981: Prince of the City
- 1982: Das Mörderspiel (Deathtrap)
- 1983: Star 80
- 1987: Die Glasmenagerie
- 2003: Our Town (Fernsehfilm)

## Auszeichnungen
- 1973: Tony Award für das beste Szenenbild
- 1980: Oscar für das beste Szenenbild
- 1986: Tony Award für das beste Szenenbild
- 1986: Emmy für herausragende Artdirection
- 1992: Tony Award für das beste Szenenbild